# Anna Emilie Møller
Anna Emilie Møller (28 de julio de 1997) es una deportista de Dinamarca que compite en atletismo. Ganó una medalla de oro en el Campeonato Europeo de Atletismo Sub-23 de 2019, en la prueba de 3000 m obstáculos.